# Walter Mantegazza
Walter Daniel Mantegazza Gonzàlez (né le 17 juin 1952 à Montevideo en Uruguay, et mort le 20 juin 2006 dans la même ville) est un joueur de football international uruguayen qui évoluait au poste de milieu de terrain.

## Biographie

### Carrière en club
Walter Mantegazza commence sa carrière au Club Nacional en Uruguay, avant de partir pour le Mexique. Il joue alors en faveur du FC León, puis des Tigres UANL.
Il joue un total de 130 matchs au sein du championnat du Mexique, inscrivant 39 buts. Il réalise sa meilleure performance lors de la saison 1978-1979, où il inscrit 14 buts.
Il remporte un titre de champion d'Uruguay avec le Club Nacional, et un titre de champion du Mexique avec les Tigres UANL.

### Carrière en équipe nationale
Avec l'équipe d'Uruguay, Walter Mantegazza joue 10 matchs entre le 23 mars et le 23 juin 1974, inscrivant un but.
Il figure dans le groupe des sélectionnés lors de la Coupe du monde de 1974. Lors du mondial organisé en Allemagne, il joue trois matchs : contre les Pays-Bas, la Bulgarie, et la Suède.

## Palmarès
| Nacional - Championnat d'Uruguay (1) : - Champion : 1972. - Vice-champion : 1973 et 1974. |  | León - Championnat du Mexique : - Vice-champion : 1974-75. |  | Tigres UANL - Championnat du Mexique (1) : - Champion : 1977-78. |